# Baía de Nova Iorque

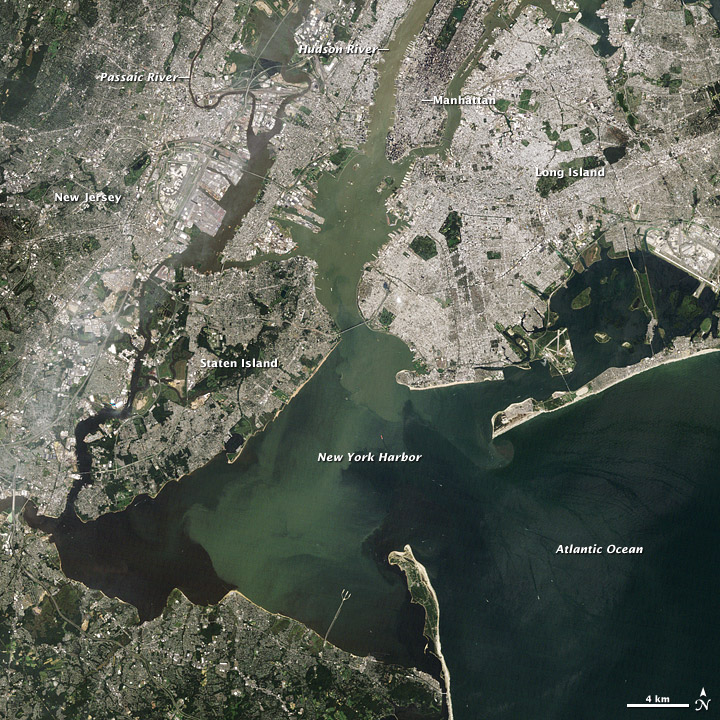
Vista aérea da baía.

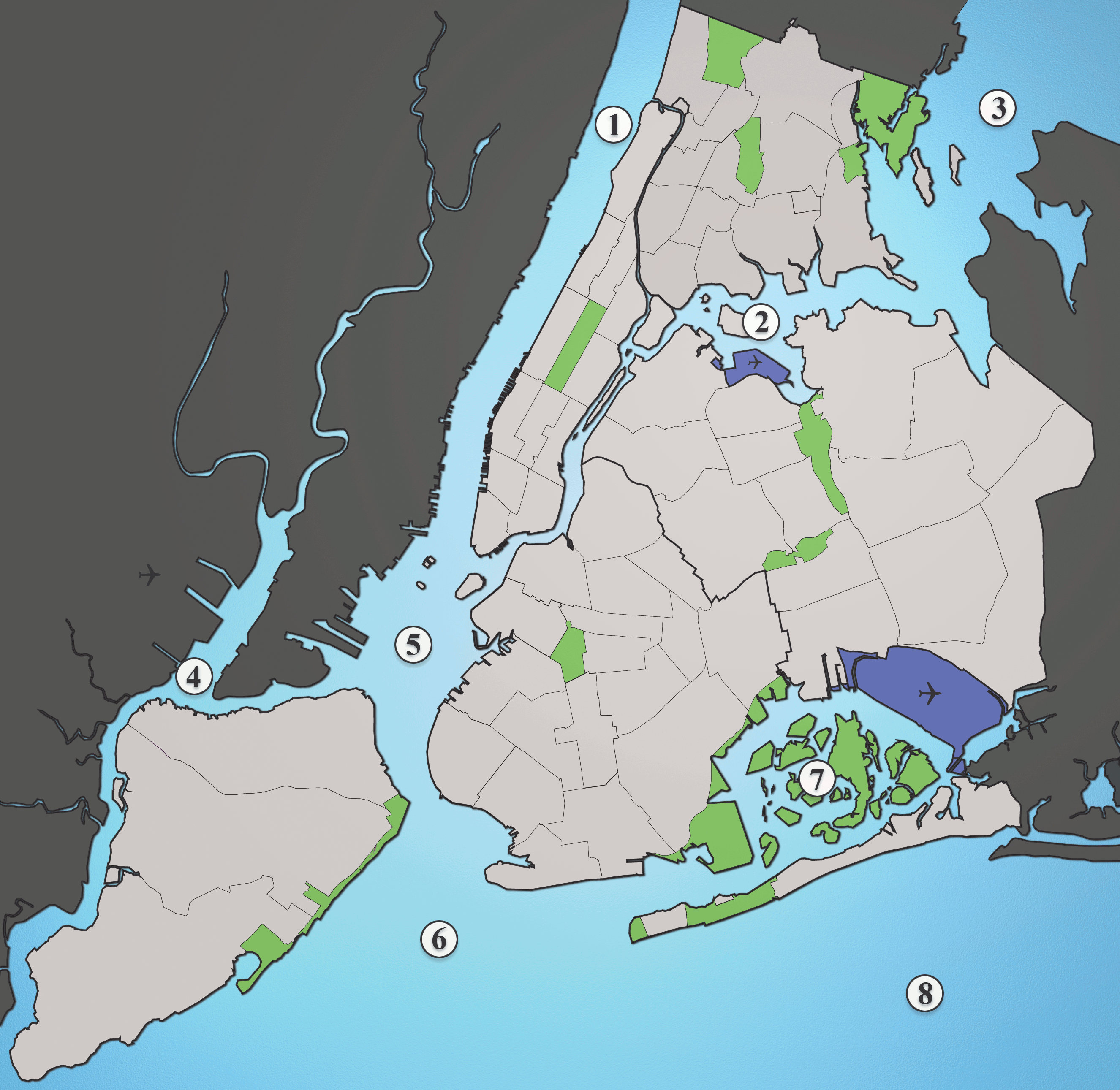
Vias aquáticas de Nova Iorque: 1. Rio Hudson, 2. Rio East, 3. Long Island Sound, 4. Baía de Newark, 5. Upper New York Bay, 6. Lower New York Bay, 7. Jamaica Bay, 8. Oceano Atlântico

Baía de Nova Iorque é a porção marítima localizada nas proximidades da desembocadura do rio Hudson, no oceano Atlântico. É subdividida em duas porções conectadas por um estreito: Upper New York Bay e Lower New York Bay.
O primeiro desbravador europeu a visitar a área foi  Giovanni da Verrazano, no ano de 1524. Atualmente, a baía faz a divisão entre os estados norte-americanos de Nova Iorque e Nova Jersey. É nesta área que está instalada a famosa Estátua da Liberdade.